# Muszka Imre
Muszka Imre (1914 – 1958 után) Kossuth-díjas magyar esztergályos, a Rákosi Mátyás Vas- és Fémművek dolgozója, sztahanovista.

## Élete
1949-ben a Magyar Munka Érdemrend bronz fokozatával díjazták. 1950-ben – Horváth Edével megosztva – megkapta a Kossuth-díj arany fokozatát, az indoklás szerint „a gyorsvágás terén sztahanovista módszerekkel elért kiemelkedő eredményeiért”. 1953-ban a Szocialista Munka Hőse címmel jutalmazták.
Részt vett a sztahanovista mozgalomban. Kiemelték, 1951-ben és 1955-ben propagandafüzettel népszerűsítették, 1948 és 1953 között a Szabad Nép című napilap munkaversennyel kapcsolatos cikkeiben 66 alkalommal szerepelt, ezzel Muszka volt az adott időszakban a folyóirat legtöbbször hivatkozott sztahanovistája. Az 1950-es években Muszka volt a legismertebb sztahanovista.
1949-ben tagja volt annak a küldöttségnek, amely Sztálin 70. születésnapjára Moszkvába utazott. 1953. március 9-én, Sztálin temetésének napján Budapesten mondott beszédet a Hősök terén.

1953 után kegyvesztett lett, miután nem fogadta el a felajánlott „előléptetést”. A sajtó ezt követően már arról cikkezett, hogy „nem jegyzett békekölcsönt, nem adta át munkamódszerét, nem versenyzett más sztahanovistákkal”. Annak ellenére, hogy az 1949. októberi Magyar Filmhíradó még arról számolt be, hogy „Muszka Imre élmunkás arra buzdít, hogy munkában elért győzelmeinkhez hasonlóan vigyük győzelemre a tervkölcsönt is […] Mennyit jegyez Muszka elvtárs? 1600 forintot. […] A szomszédos esztergapadnál dolgozik Farkas István, a Muszka-brigád tagja. Az ő esztergapadját is élmunkás-zászló díszíti, mert Muszka Imre átadta neki munkamódszerét. Farkas István örömmel követi Muszka Imre példáját a tervkölcsönjegyzésben is.”, 1952. decemberi filmhíradóban „technológusok, esztergályosok érkeznek az élenjáró sztahanovisták munkapadjához, […] a látogatók kérdéseire Muszka Imre részletesen válaszol”. Ugyanebben a riportban Szodorai Istvánnal folytatott munkaversenyéről is beszámolnak, melyet 1953 márciusában egy újabb követett, utóbbiról a Szabad Népben jelent meg cikk.
Egy teória szerint 1956-ban csepeli munkahelyén meg akarták ölni, de összekeverték váltótársával, Bordás Andrással, akit agyonvertek. Muszka ekkor – 1956 októberében – még Csepelen tartózkodott. 1957 januárjában Jugoszláviába disszidált, majd Angliában kapott menedékjogot. Az 1958-as brüsszeli világkiállításon meglátogatta Pióker Ignác sztahanovista gyalust. További sorsa nem ismert.